# Klášter Landévennec
Klášter Landévennec (francouzsky Abbaye Saint-Guénolé de Landévennec) je benediktinské opatství v obci Landévennec ve francouzském departementu Finistère. Bylo založeno v 5. stoletím svatým Guénolém a patří mezi nejstarší v Bretani. Bylo opuštěno roku 1793 a roku 1958 byl klášter znovu obnoven. Ruiny starého kláštera byly roku 1992 prohlášeny za historickou památku a jsou přístupné veřejnosti.
Ke klášteru patří v roce 1981 založené převorství Morne-Saint-Benoît na Haiti, ležící přibližně 65 kilometrů severně od Port-au-Prince. Při zemětřesení v roce 2010 zůstalo ušetřeno.

## Externí odkazy

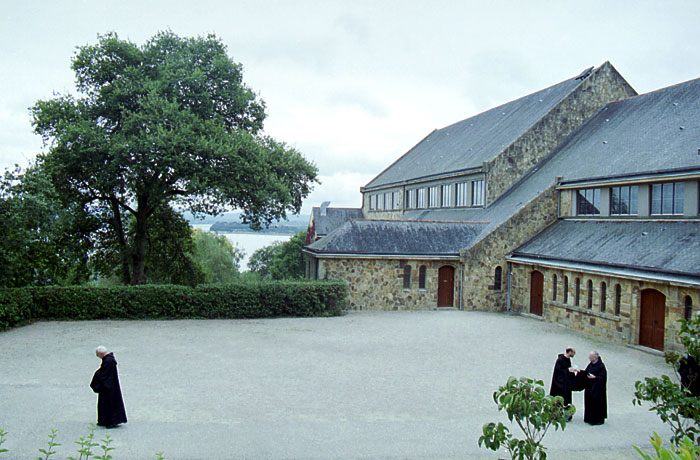
Klášter (2002)